# Unaspis euonymi
Unaspis euonymi är en insektsart som först beskrevs av Comstock 1881.  Unaspis euonymi ingår i släktet Unaspis och familjen pansarsköldlöss. Inga underarter finns listade i Catalogue of Life.